# 圣爱之母朝圣所
圣爱之母朝圣所（義大利語：Santuario della Madonna del Divino Amore）是意大利罗马的一座天主教朝圣所，敬禮於圣母玛利亚。它包括两座教堂：老堂建于1745年，新堂建于1999年。2000年圣年期间，教宗若望保祿二世将该堂列为罗马朝圣七大殿之一。

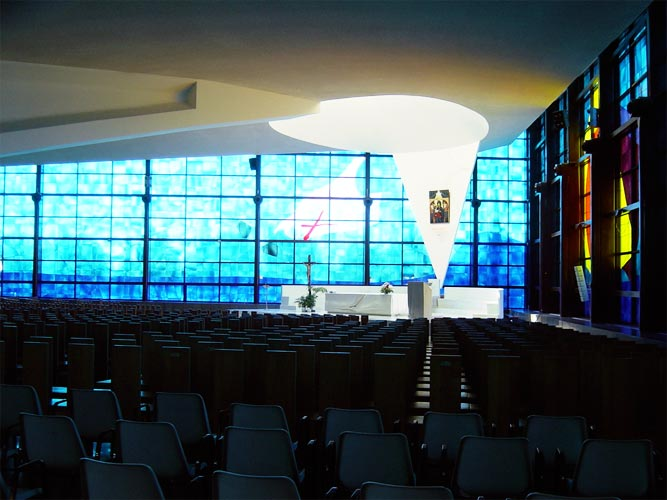
新教堂内部

## 历史
1740年，一名朝圣者遭疯狗袭击，据称聖母在此显灵，朝圣者因圣母的轉禱而获救。于是在此建立小堂。1870年，教宗国结束后该堂一度衰落。1932年建立本堂区。 
第二次世界大戰期間，教宗庇护十二世和许多罗马人都来到该堂，祈求圣母保佑罗马城免遭荼毒。由于罗马安然无恙，此后朝圣者日益增加。1999年7月4日，教宗若望保祿二世祝福了新堂工程。2000年圣年期间，若望保祿二世将该堂列为罗马朝圣七大殿之一，取代了城外圣巴斯弟盎圣殿。